# Hilmi Yarayıcı
Hilmi Yarayıcı (* 5. Februar 1968 in Antakya, Türkei) ist ein türkischer Sänger, Filmkomponist und Politiker (CHP). Er ist ein Vertreter der Özgün Müzik.

## Leben
Hilmi Yarayıcı ist arabisch-alawitischer Herkunft. Seine künstlerischen Erfolge hatte er Anfang er ab 1988 als Sänger der Band Grup Yorum. 1992 trennte er sich von der Gruppe, unterstützte sie aber bis 1995 weiterhin bei Konzerten und Alben. 1993 besuchte er das staatliche Musikkonservatorium der İstanbul Teknik Üniversitesi (ITÜ). Er nahm am ITÜ-Chor für mehrstimmige westliche Musik teil. Vor und nach dem Konservatorium nahm er Gesangsunterricht bei Opernlehrern. Anschließend wurde er Musiklehrer.
Daneben veröffentlichte er zwei Soloalben und ein Kollaboalbum mit Mustafa Özarslan. Neben seinen Albumarbeiten bereitete er die Musik für die Fernsehserien Seher Vakti und İlk Göz Ağrısı sowie dem Fernsehfilm Aşk Yolu. Des Weiteren komponierte er die Musik für den Film Unutulmayanlar mit Altan Erkekli, Göksel Arsoy und Nevra Serezli in den Hauptrollen.
Er arbeitete als stellvertretender Schulleiter am Kasımpaşa Çok Programlı. Er trat nach 16 Jahren von dieser Position zurück, da er bei den Kommunalwahlen 2014 in der Türkei für das Amt des Bürgermeisters der Gemeinde Beyoğlu kandidierte. Er wurde jedoch nicht gewählt. Er ist seit 2015 Abgeordneter in der türkischen Nationalversammlung für die Provinz Hatay und gehört der CHP an.

## Diskografie

### Alben
- 1999: Sürgün (Das Exil) (Kalan)
- 2001: Salkım Söğüt 3 (Echte Trauerweide 3) (mit Mustafa Özarslan, Metropol Müzik Üretim)
- 2004: Sevdadan Yana (Auf der Seite der Liebe) (Seyhan Müzik)
- 2007: Unutulmayanlar  (Soundtrack) (mit Erdal Güney, Ada Müzik)

### Mit Grup Yorum
- 1987: Sıyrılıp Gelen
- 1988: Haziranda Ölmek Zor / Berivan
- 1989: Türkülerle
- 1989: Cemo / Gün Gelir
- 1990: Gel ki Şafaklar Tutuşsun
- 1991: Yürek Çağrısı
- 1992: Cesaret
- 1993: Hiç Durmadan